# Trendelenburg-Operation bei Krampfaderleiden
Die Trendelenburg-Operation bei Krampfaderleiden (Varikosis) hat der Chirurg Friedrich Trendelenburg in seiner Bonner Zeit entwickelt. Die Operation besteht in der Unterbindung der Vena saphena magna am Oberschenkel und der Entfernung eines einige Zentimeter langen Stücks.

## Erstbeschreibung
Trendelenburg ging davon aus, dass ein wichtiger Krankheitsmechanismus eine Insuffizienz der Venenklappen in den oberflächlichen Beinvenen, also der Vena saphena magna und der Vena saphena parva, sei. Deshalb laste auf der Wand dieser beiden Venen der volle hydrostatische Druck der Blutsäule in den großen Venen – der Vena iliaca und der Vena cava – bis hinauf zum rechten Herzen. Deshalb füllten sich beim Trendelenburg-Test zuvor durch Hochlagerung entleerte Krampfadern (Varizen) schlagartig und retrograd, also von oben her, wieder, wenn das Bein abgesenkt wurde: Es „schiesst eine grössere Menge Blut von oben her in die Saphena ein und das alte Bild der prall gespannten Varicen ist wieder da“.
Darum, schrieb Trendelenburg, „liegt der Gedanke nahe, auf operativem Wege durch dauernden Verschluss der Saphena an einer Stelle das Blut an dem Zurückfliessen von der Vena iliaca durch die Saphena in die Varicen zu verhindern und zugleich die Venen des Unterschenkels und Fusses von dem abnormen Drucke zu befreien, der auf ihnen lastet. Ein solcher dauernder Verschluss ist durch doppelte Unterbindung und Durchschneidung der Vene zwischen den Ligaturen leicht und ohne Gefahr zu erzielen, und nachdem ich diese Operation seit dem Jahr 1880 in einer grösseren Reihe von Fällen mit bestem Erfolge angewandt habe, kann ich dieselbe für alle Fälle von Unterschenkelvaricen mit gleichzeitiger Erweiterung der Saphena empfehlen.“

Trendelenburgs Publikation 1891
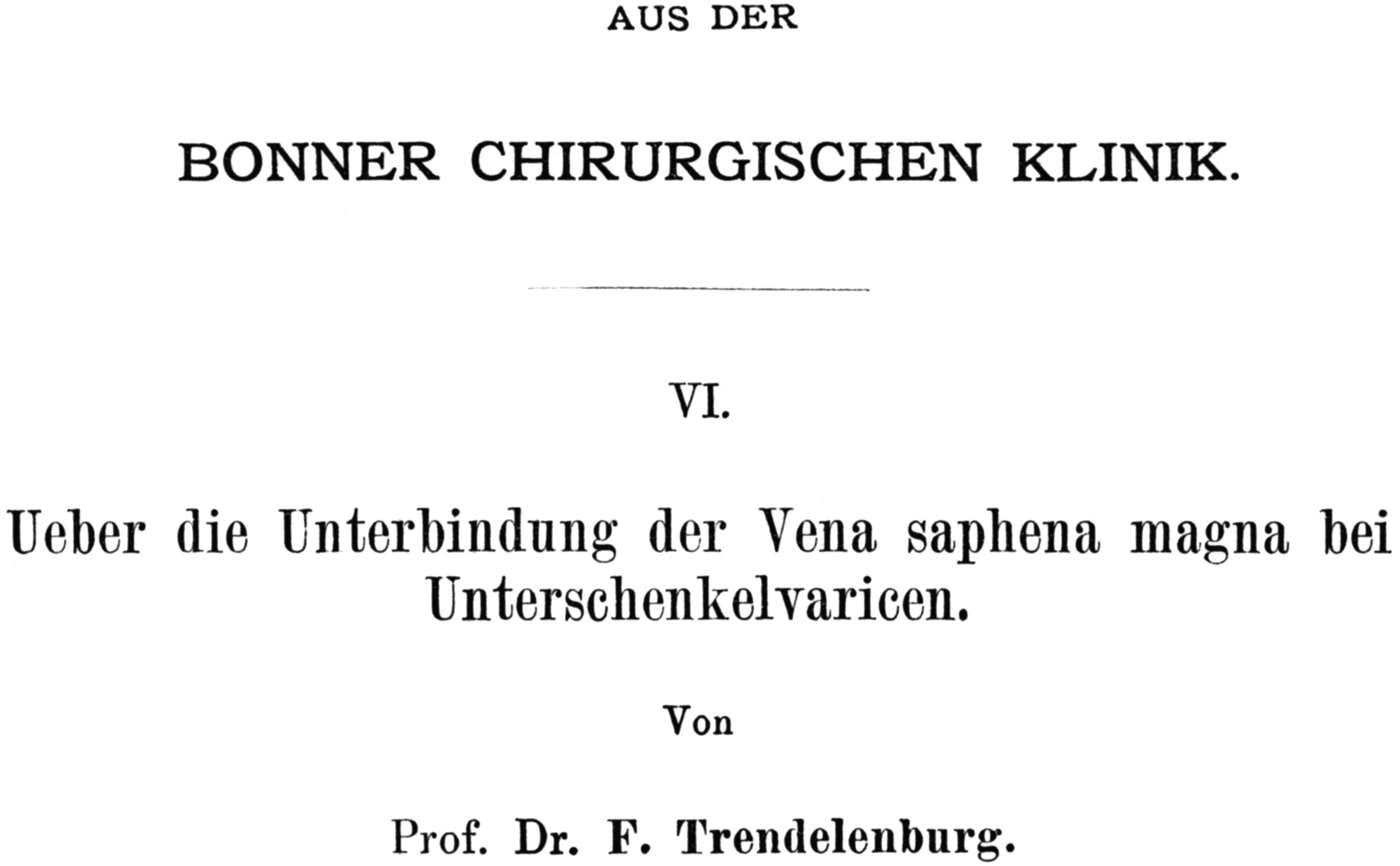
Titel
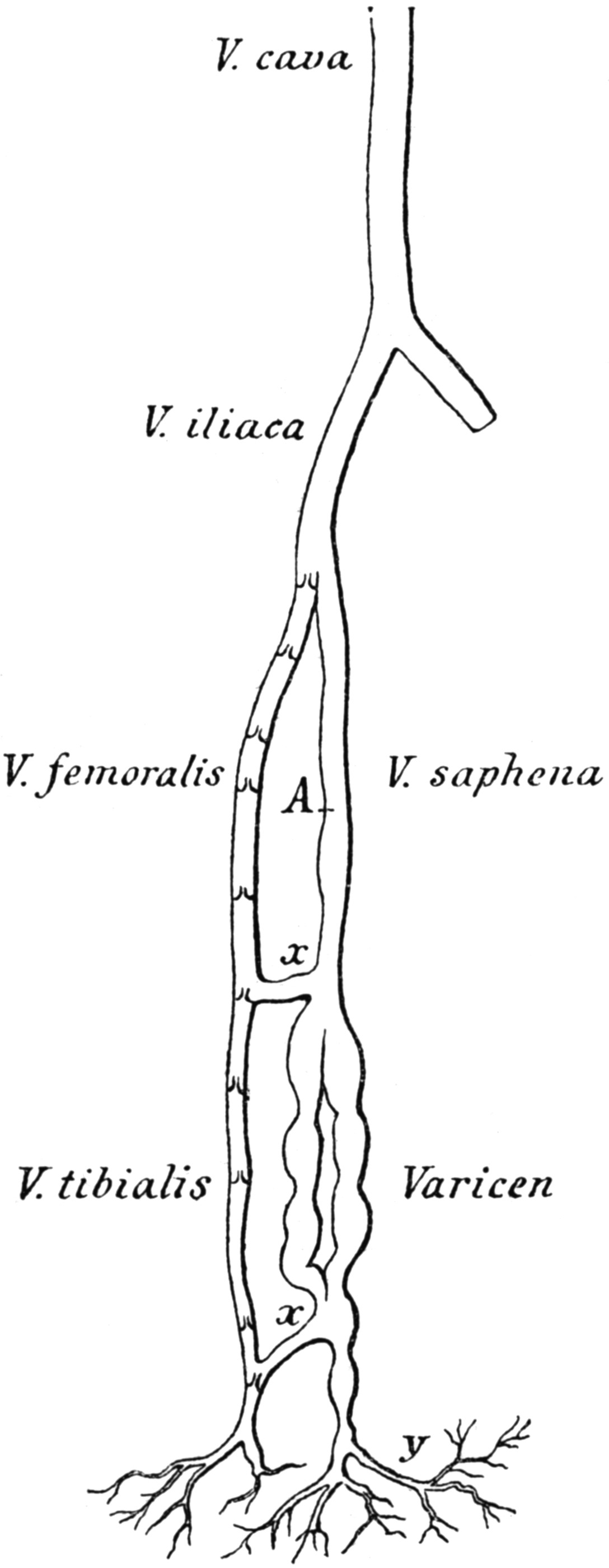
Schemazeichnung

In Trendelenburgs Skizze bedeutet y die kleinsten Venen, x die sogenannten Venae perforantes, durch die das Blut beim Gesunden von den oberflächlichen in die tiefen Beinvenen, zum Beispiel die Vena femoralis, fließt, und A den Unterbindungspunkt bei der Operation.
Trendelenburgs folgender Fall beleuchtet zugleich das tägliche Leben seiner Zeit: „In einem ... Falle konnte ich den Erfolg der Operation 5 Jahre hindurch kontrollieren. Die vor der Operation enorm ausgedehnten varicösen Venen sind dauernd weniger voluminös geblieben. Das Geschwür am inneren Knöchel, welches 3 Monate bestanden hatte und schon beim ersten Verbandwechsel 8 Tage nach der Operation geheilt war, ist nicht wieder aufgebrochen; die Patientin, jetzt 44 Jahre alt, kann den ganzen Tag über am Waschfass stehen, ohne Beschwerden zu empfinden.“

## Heutige Sicht
Die Operation wird so, wie von Trendelenburg beschrieben, heute nicht mehr ausgeführt. Sie bildete aber einen Schritt hin zur heutigen Crossektomie. Dazu sagt ein Rückblick aus dem Jahr 1997 (aus dem Französischen übersetzt):
„Trendelenburg hat die Unterbindung der Crosse der Vena saphena magna eingeführt, nachdem er zunächst die Anatomie untersucht hatte. Er hat als erster eine Theorie und den chirurgischen Lösungsvorschlag geliefert. Er beschreibt in seinem 1891er Aufsatz die Venenklappen, die Verbindungsvenen zwischen den oberflächlichen und den tiefen Venen und die klinischen Untersuchungsmethoden. Zur Therapie schlägt er die Ligatur der Crosse der Saphena vor. Die Freilegung der Vene sei mit dem Griff des Skalpells durchzuführen. Im Anschluss an Trendelenburg und seine Zeitgenossen hat sich sowohl die Pathophysiologie als auch die Therapie schnell weiterentwickelt.“